# Cirilo Vázquez Lagunes
Cirilo Vázquez Lagunes är en ort i Mexiko.   Den ligger i kommunen Acayucan och delstaten Veracruz, i den sydöstra delen av landet, 500 km öster om huvudstaden Mexico City. Cirilo Vázquez Lagunes ligger 89 meter över havet och antalet invånare är 940.
Terrängen runt Cirilo Vázquez Lagunes är platt. Runt Cirilo Vázquez Lagunes är det ganska tätbefolkat, med 54 invånare per kvadratkilometer. Närmaste större samhälle är Acayucan, 4,2 km söder om Cirilo Vázquez Lagunes. Omgivningarna runt Cirilo Vázquez Lagunes är en mosaik av jordbruksmark och naturlig växtlighet.